# Eito
Eito (crioll capverdià Eitu) és una vila a l'est de l'illa de Santo Antão a l'arxipèlag de Cap Verd. Està situada a 1 km al sud-est de Pombas i 15 km al nord-est de la capital de l'illa, Porto Novo. El seu nom fa referència a una gran quantitat de terres agrícoles o de terreny gran en una zona on gran part de la terra és agrícola i muntanyós.

## Esport
- Os Foguetões